# Navarra (1923)
Navarra byl lehký křižník španělského námořnictva. Představoval derivát lehkých křižníků britské třídy Birmingham. Ve službě byl v letech 1923–1955. Do služby byl přijat roku 1923 jako Reina Victoria Eugenia. V dubnu 1931 byl v reakci na nástup Druhé Španělské republiky přejmenován República. Od května 1935 byl kvůli špatnému technickému stavu převeden do rezervy v Cádizu. Dne 19. července 1936 byl obsazen nacionalistickou stranou Španělské občanské války. Nejprve byl odzbrojen a následně do roku 1938 rozsáhle modernizován. Od června 1937 přitom nesl jméno Navarra. Od roku 1941 byl využíván k výcviku. Zvažovaná přestavba na protiletadlový křižník se neuskutečnila. Od roku 1947 sloužil jako stacionární cvičná loď (hulk) ve Vigu. Vyškrtnut byl roku 1955.

## Stavba

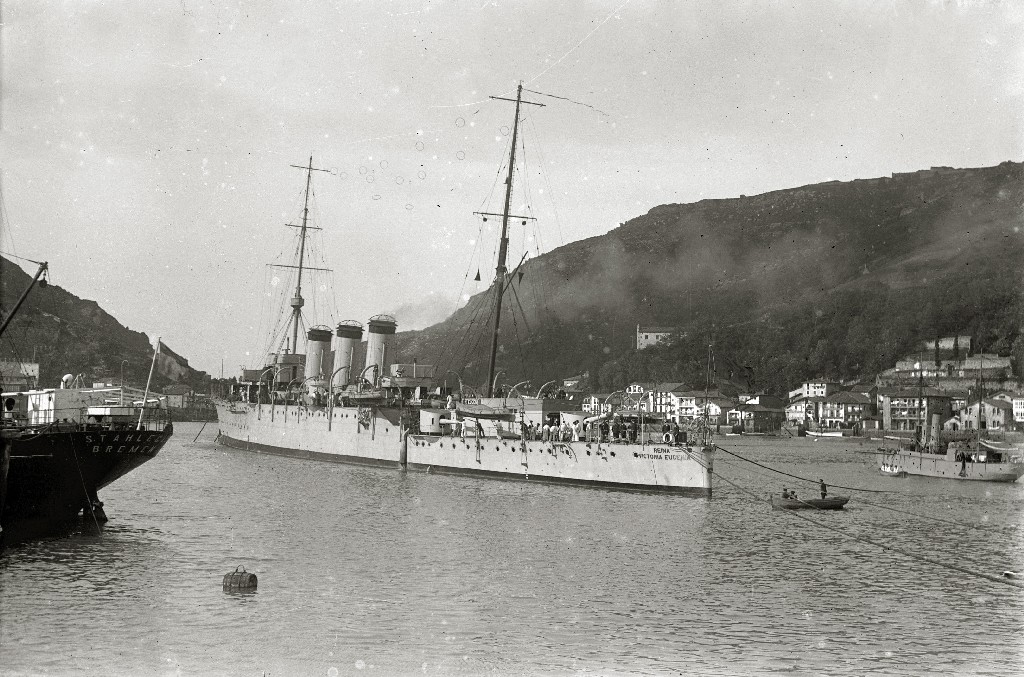
Reina Victoria Eugenia

Křižník Reina Victoria Eugenia postavila španělská loděnice Sociedad Española de Construcción Naval (SECN) ve Ferrolu. Jeho konstrukce byla významně ovlivněna britskou čtyřkomínovou třídou Birmingham (podskupina rozsáhlé třídy Town), ale jeho kotle byly uspořádány do tří kotelen se třemi komíny a křižník měl pouze dva lodní šrouby. Zeslabena byla rovněž jeho pancéřová ochrana. Kýl byl založen 31. března 1915. Kvůli válce se stavba protahovala, neboť se čekalo, až budou z Velké Británie dodány některé součásti. Křižník byl na vodu spuštěn 21. dubna 1920 a do služby byl přijat 15. ledna 1923.

## Konstrukce
Výzbroj křižníku představovalo devět 152mm/50 kanónů Vickers Mk.V, jeden 76mm/19 kanón Vickers, čtyři 47mm/50 kanóny Vickers Mk.I a dva dvojité 533mm torpédomety. Pohonný systém tvořilo dvanáct kotlů Yarrow a dvě parní turbíny Parsons o výkonu 25 500 hp, pohánějící dva lodní šrouby. Neseno bylo 660 tun uhlí. Nejvyšší rychlost dosahovala 25 uzlů. Dosah byl 3500 námořních mil při rychlosti jedenáct uzlů.

### Modernizace

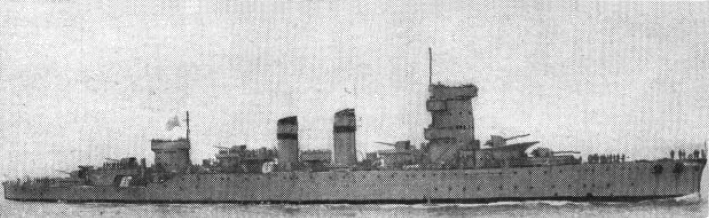
Modernizovaný křižník přejmenovaný na Navara

Když byl křižník roku 1936 ukořistěn nacionalisty, jeho výzbroj byla demontována a přesunuta do pozemních baterií. Následně byl v letech 1937–1938 rozsáhle modernizován loděnicí SECN ve Ferrolu. Do služby v loďstvu španělských nacionalistů se vrátil 11. června 1938. Zcela se změnily jeho nástavby, výzbroj a úpravami prošel i pohonný systém. Novou výzbroj tvořilo šest 152mm/50 kanónů Vickers Mk.W, čtyři 88mm/42 kanóny SK C/30 a čtyři 20mm/70 kanóny Scotti-Isotta Fraschini M1939. Původní kotle na uhlí nahradilo osm nových kotlů Yarrow spalujících topný olej. Komíny zůstaly pouze dva. Neseno bylo 1215 tun paliva. Výkon pohonu a rychlost se nezměnily. Dosah se zvětšil na 4000 námořních mil při rychlosti jedenáct uzlů.